# A bolygó zsidó

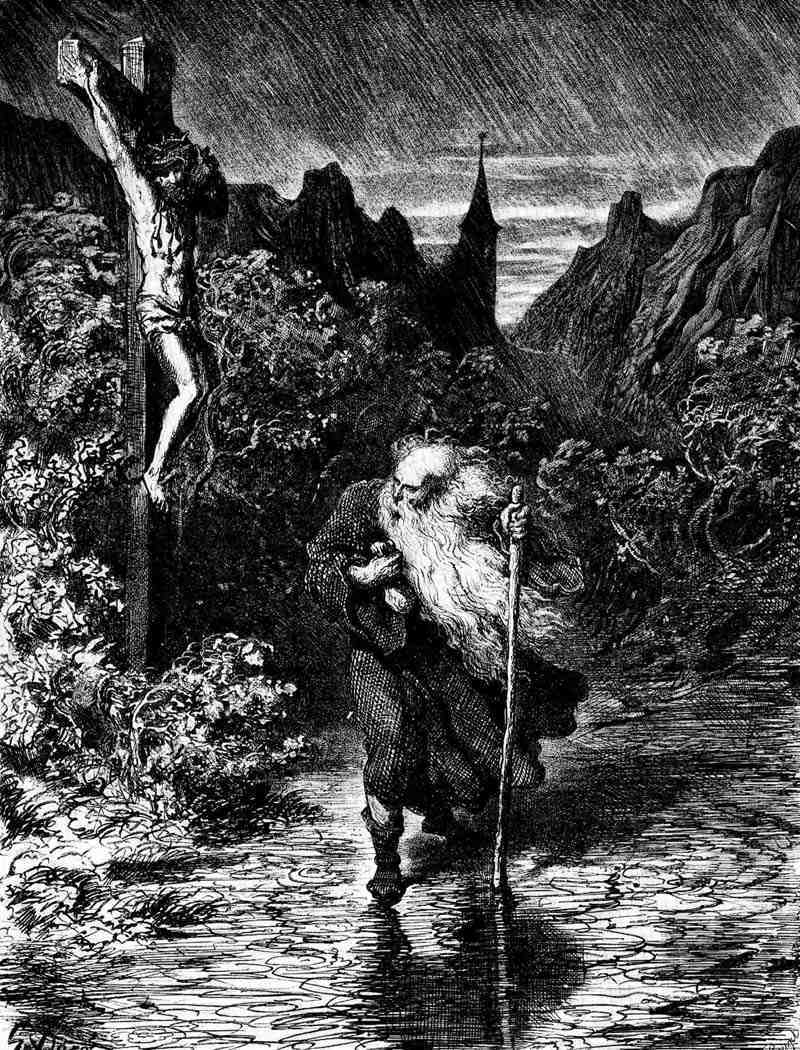
Gustave Doré: A bolygó zsidó

A bolygó zsidó (vagy más néven az örök zsidó) legendája középkori eredetű történet egy zsidóról, aki az újszövetségi történetben ugyan nem szerepel, de akit a Biblián kívüli legenda szerint Jézus a Golgotára menet megátkozott, hogy életben maradjon az utolsó ítéletig, így kénytelen vándorolni a világban. A 17. századtól Ahasvérusnak nevezett vándorló zsidó legendájának egy változata már a 13. század első felében íródott Flores Historiarum krónikákban is szerepel. A zsidó személyére és a cselekményre vonatkozóan sok verzió létezik. Többször és több helyen felismerni vélték a századok során a legenda szereplőjét.

## A bolygó zsidó nevei
A bolygó zsidót sok néven nevezték. Kartaphilosz (= nagyon szeretett), József, Cartaphilus József, Butadeus (= istenverő), Laquedem Izsák. Az arabok is ismerték Szamirir vagy Zerib néven. Zerib Illés próféta fia, akinek Jézus hosszabbította meg az életét. Az arab legendáriumban a személy keveredik azzal, akit Mózes panaszolt be Istennél az Aranyborjú készítésekor, és aki ezért szintén sanyarú örök életre ítéltetett. Egyes változatok a János 18:10 alapján Málkussal azonosítják. A legkésőbbi, de legelterjedtebb névváltozata az Ahasveros, amely utalás az Eszter könyvében szereplő Ahasvérusra, akit általában I. Xerxésszel azonosítanak. Az újkor elején talán pejoratív értelemben használták általánosságban a zsidókra. Ez a név Ahasver alakra rövidült, később Asvér, Ashver formában is elterjedt.
Ó, ezek a nevek mind az én neveim... és hány még, Uram Isten! Brüsszeli látogatásom után siralmas éneket költöttek rólam, s ez az ének Philippe Mouskes alapján Isaac Laquedemnek nevez - Mouskes ugyanis ezerkétszáznegyvenháromban flamand rímekbe szedte történetemet. Matthaeus Parisiensis angol krónikás, aki egy örmény pátriárkától hallotta, már előbb elbeszélte a históriát. Különféle városokban tett útjaimról gyakran beszámolnak a költők és krónikások, hol Ahasvérnak, hol meg Ahasvérusnak vagy Ahasvère-nek nevezve. Az olaszok Buttadiónak hívnak, latinul Buttadeusnak; a bretonok Boudedeónak; a spanyolok Juan Espera-en-Diosnak. Én magam legjobban az Isaac Laquedem nevet szeretem; Hollandiában gyakran szerepeltem így. Egyes szerzők szerint Poncius Pilátus ajtónállója voltam, és Kartaphilosznak hívnak. Mások csupán foltozó vargát látnak bennem, s Bern városa büszkén őrzi azt a pár csizmát, melyet állítólag én készítettem volt, és távozásomkor hagytam volna a városban. De én semmit sem vallok be személyazonosságomról. Annyit csupán, hogy Jézus megparancsolta: amíg vissza nem tér, mindig csak vándoroljak.

## A történet
A cselekmény is nagyon változatos, az idők során egyre inkább kiszínezték. Az első változatban Kartaphilosz csak megsürgette Jézust, aki épp a háza előtt pihent meg a kereszttel. „Menj már, mit késlekedel?” – mondta neki, mire Jézus ezt válaszolta: „Én maradok és pihenek, de neked menned kell!” vagy: „Én megyek, de te addig várakozol majd, amíg én újra eljövök.” A későbbiek bővítményei szerint erőszakkal elkergette, sőt amikor hozzátették, hogy csizmadia mester volt, akkor már a kaptafával meg is ütötte.
Már Jézus kétféle válaszából is látszik, hogy a végkifejlet is eltérő. A legegyszerűbb esetben a bolygó zsidó egyszerűen csak nem képes meghalni, addig él, amíg Jézus vissza nem tér a végítéletkor. 
Amikor a kereszténység az első századtól kezdve elterjedt a Római Birodalom területén, a legtöbb zsidó elutasította ezt a vallást. A keresztények a 4. századra a zsidókat kezdték vádolni, akiket Krisztus és az egyházának megtagadása miatt örök vándorlásra ítéltek. Ezt a vádat erősítette fel a középkorban a bolygó zsidó legendája. A színezett változatokban terjesztett legenda így a népi antiszemitizmus egyik rejtett eszköze lett, a bibliai szenvedéstörténet költött változataként.

## Irodalomtörténete

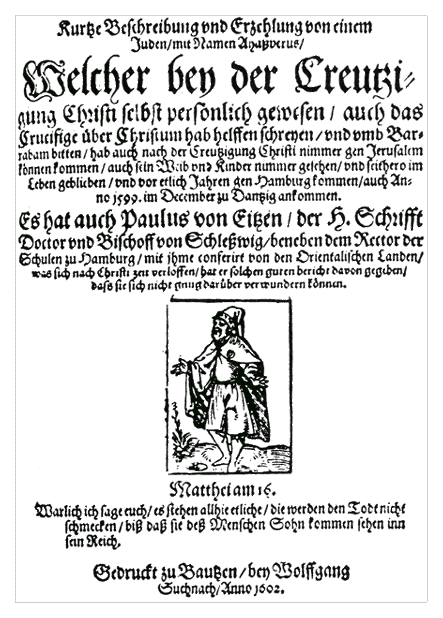
A „Kurze Beschreibung und Erzählung von einem Juden mit namen Ahasverus” című német nyelvű pamflet, Chrysostomus Dudulaeus Westphalus 1602-es kiadványa

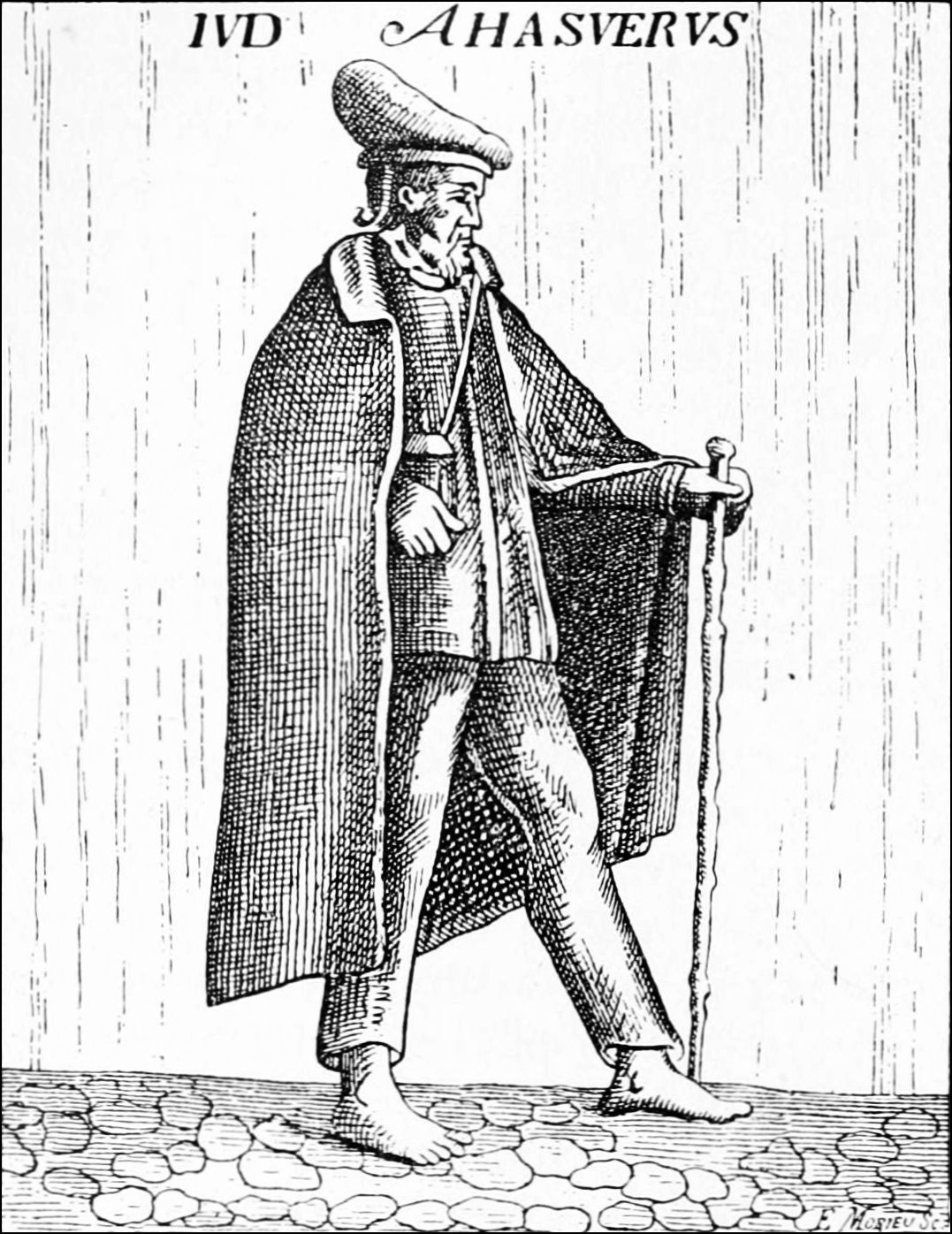
Ahasverus középkori ábrázolása